# Ravna Banja
Ravna Banja (em cirílico: Равна Бања) é uma vila da Sérvia localizada no município de Medveđa, pertencente ao distrito de Jablanica, na região de Goljak. A sua população era de 187 habitantes segundo o censo de 2011.

## Demografia
| 1948  | 1953  | 1961  | 1971  | 1981 | 1991 | 2002 | 2011 |
| ----- | ----- | ----- | ----- | ---- | ---- | ---- | ---- |
| 1 228 | 1 329 | 1 295 | 1 035 | 716  | 593  | 364  | 187  |